# Sticherus fuscus
Sticherus fuscus är en ormbunkeart som beskrevs av J.Gonzales. Sticherus fuscus ingår i släktet Sticherus och familjen Gleicheniaceae. Inga underarter finns listade.